# 鮎沢啓夫
鮎沢 啓夫（あいざわ けいお、1928年2月13日 - 2011年1月10日）は、日本の農学者。農林官僚。専門は、昆虫病理学。

## 来歴
長野県諏訪郡川岸村（現・岡谷市）出身。長野県諏訪中学校（現・長野県諏訪清陵高等学校・附属中学校）、旧制松本高校を経て、東京大学農学部を卒業。1950年に農林省に入省し、蚕糸試験場（杉並区）に勤務、1964年から九州大学農学部教授を務めた。定年退官後、同大学名誉教授。

## 著書
- 『カイコの病気とたたかう』 岩波書店〈岩波科学の本〉、1975年

## 論文
- 村井貞彰, 鮎沢啓夫, 長楽勇「カイコのコリンエステラーゼについて」『蠶絲研究』第18号、農林省蠶絲試驗場、1956年12月、ISSN 0036-4495、NAID 220000127589。